# Mine-uchi
La tecnica Mine-uchi (in giapponese: 峰打ち?) è una strategia usata nei combattimenti con la katana che consiste nel colpire l'avversario senza l'intento di ucciderlo, e di conseguenza non arrecando alcun danno a quest'ultimo.
Per mettere in pratica questo sistema i samurai attaccavano il proprio rivale non con il lato tagliente della lama, ma bensì con il dorso della katana stessa (chiamato mune). I combattenti spesso utilizzavano questa strategia quando avevano l'intenzione di risparmiare il loro avversario; essa viene anche chiamata Mune-uchi, ma il termine è stato etichettato come poco corretto, poiché la dizione "mune" è ormai considerata antiquata e superata dalla più recente "mine", che ha appunto dato nome alla tattica.
Il Mine-uchi (o più semplicemente Mineuchi) è ormai un termine così sufficientemente codificato che in molti giochi Final Fantasy è rappresentato come tecnica vera e propria, usata dai personaggi samurai e descritta letteralmente come "capacità di paralizzare il proprio nemico toccandolo con la spada".